# W Series
W Series è stato un campionato monomarca di vetture a ruote scoperte che aveva l'obiettivo di incoraggiare la partecipazione femminile al mondo delle corse automobilistiche. Conclusasi anticipatamente nel 2022, di fatto è stata sostituita dal campionato F1 Academy.

## Storia
La W Series è stata presentata pubblicamente il 10 ottobre 2018. La serie è stata creata per rispondere alla mancanza di donne pilota che riescono a progredire verso i livelli più alti del motorsport, soprattutto la Formula 1. La serie gode del sostegno di alcuni dei membri di spicco della comunità del motorsport, tra cui l'ex pilota di F1 David Coulthard e l'ingegnere Adrian Newey.
Per la prima stagione le vetture, tutte uguali tra loro, sono state gestite dal team Hitech GP.

## Aspetti sportivi
La serie comprende diciotto pilotesse provenienti da tutto il mondo, più due di riserva. Le pilotesse che hanno partecipato alla prima stagione sono state scelte attraverso un processo di selezione che ha avuto inizio con 54 partecipanti. Dalla seconda edizione le prime 10 della classifica finale della stagione precedente accedono in automatico alla prossima edizione.
Il titolo di Campionessa della W Series viene assegnato alla concorrente con il maggior numero di punti. Se due o più pilotesse terminano la stagione con lo stesso numero di punti, il primo posto della serie viene assegnato a chi ha il maggior numero di vittorie. Se il numero di vittorie è lo stesso, si passerà poi al numero di secondi posti, poi al terzo posto e così via.

### Prove libere e qualifica
Ogni weekend prevede due sessioni di prove libere della durata massima di 45 minuti e una sessione di qualificazione della durata massima di 30 minuti.

### Gara
La gara si tiene qualche ora dopo la qualifica e prevede la partenza da fermo e ha la durata di 30 minuti più un giro.

### Sistema di punteggio
Il regolamento della serie prevede che a conquistare dei punti siano le prime 10 classificate. 
| Posizione | 1° | 2° | 3° | 4° | 5° | 6° | 7° | 8° | 9° | 10° |
| Punti     | 25 | 18 | 15 | 12 | 10 | 8  | 6  | 4  | 2  | 1   |

## Albo d'oro
| Stagione | Pilota         | Pole      | Vittorie  | Podi      | GpV       | Punti     | Margine   |
| -------- | -------------- | --------- | --------- | --------- | --------- | --------- | --------- |
| 2019     | Jamie Chadwick | 3         | 2         | 5         | 0         | 110       | 10        |
| 2020     | annullato      | annullato | annullato | annullato | annullato | annullato | annullato |
| 2021     | Jamie Chadwick | 4         | 4         | 7         | 3         | 159       | 27        |
| 2022     | Jamie Chadwick | 3         | 5         | 6         | 3         | 143       | 50        |

## Vettura
La W Series prevede l'utilizzo dello stesso modello di vettura per tutti i piloti ovvero la Tatuus T-318, già omologato dalla FIA per l'uso nel campionato di Formula 3:
- Telaio: Fibra di carbonio monoscocca
- Motore: 1.8l 4 cilindri in linea DOHC
- Aspirazione: Turbocompressore
- Alimentazione: Iniezione diretta
- Capacità serbatoio: 45,5 l
- Carburante: TBA
- Peso: 565 kg
- Potenza: 270 hp (201 kW)
- Larghezza: 1,850 mm
- Interasse: 2,900 mm
- Cambio: semi-automatico SADEV 6 rapporti + retromarcia
- Sterzo: Cremagliera e pignone, servo-assistito

## W Series Academy
La W Series Academy è un programma di ricerca e crescita di giovani talenti femminili in tutti i ruoli nel motorsport. Dalla stagione 2021, la prima che prevede la competizione tra scuderie, la Academy schiera una propria scuderia per dare l'opportunità di acquisire un'esperienza preziosa in una squadra di corse automobilistiche professionistiche. Ogni stagione, i piloti dell'Academy ricevono supporto, tutoraggio e formazione dedicati per fornire loro le competenze fondamentali per intraprendere una carriera professionale come pilota automobilistico. Possono rimanere nel Team Academy solo per un massimo di due anni per garantire la continua progressione dei giovani talenti all'interno del Team.
| Stagione      | N. | Pilota            |
| ------------- | -- | ----------------- |
| W Series 2021 | 3  | Gosia Rdest       |
| W Series 2021 | 32 | Nerea Martí       |
| W Series 2021 | 51 | Irina Sidorkova   |
| W Series 2021 | 20 | Caitlin Wood      |
| W Series 2022 | 10 | Juju Noda         |
| W Series 2022 | 91 | Bianca Bustamante |